# Закрилникът 3: Последна част
„Закрилникът 3“ (на английски: The Equalizer 3) е американски екшън филм от 2023 г. на режисьора Антъни Фукуа, продължение на „Закрилникът 2“ (2018), който е базиран на едноименния сериал. Във филма участват Дензъл Уошингтън и Дакота Фанинг, които се събират за първи път след „Мъж под прицел“ през 2004 г. Филмът е петото сътрудничество между Уошингтън и Фукуа след „Тренировъчен ден“ (2001), „Закрилникът“ (2014), „Великолепната седморка“ (2016) и „Закрилникът 2“ (2018). Премиерата на филма се състои на 28 август 2023 г. в Рим, и излиза в северноамериканските кина на 1 септември 2023 г. от „Сони Пикчърс Релийзинг“, както и в България от „Александра Филмс“.

## Актьорски състав
- Дензъл Уошингтън – Робърт Маккол
- Дакота Фанинг – Ема Колинс-Плъмър
- Еудженио Мастрандреа – Джио Бонучи
- Дейвид Денман – Франк Конрой
- София Бен Анмар – Чиара Бонучи
- Ремо Джироне – Ензо Арисио
- Джая Скоделаро – Амина
- Андреа Скардучио – Винсънт Куаранта
- Андреа Додеро – Марко Куаранта
- Салваторе Руоко – Салваторе
- Алесандро Пес – Вичинго
- Бруно Билота – Лоренцо Витале